# Spinaspidiotus maeandrius
Spinaspidiotus maeandrius är en insektsart som först beskrevs av Karl Hermann Leonhard Lindinger 1909.  Spinaspidiotus maeandrius ingår i släktet Spinaspidiotus och familjen pansarsköldlöss.
Artens utbredningsområde är Kamerun. Inga underarter finns listade i Catalogue of Life.